# Black Messiah (álbum de D'Angelo)
Black Messiah é o terceiro álbum de estúdio do artista norte americano, D'Angelo, foi lançado em 15 de Dezembro de 2014 quebrando um hiato de 14 anos desde seu último álbum, o aclamado Voodoo
e o primeiro álbum com sua banda The Vanguard.

## Precedentes
D'Angelo lançou seu aclamado álbum Voodoo em 2000. Com o fim de sua turnê mundial The Voodoo World Tour ele se encontava com problemas pessoais que pioraram, incomodado com seu status de símbolo sexual, ele voltou para sua casa em Richmond e desapareceu dos olhos do público, após o suicídio de seu grande amigo  afiliado da MTV Fred Jordin em abril de 2001, ele começou a desenvolver um problema com a bebida. Ele tinha planos para um álbum ao vivo e outro em estúdio como os problemas pessoais e os problemas com a bebida se agravaram os executivos da Virgin impacientes cortaram o financiamento para o esperado álbum em 2004.
Em 2005, sua namorada o deixou, seu advogado leal ficou descontente com ele, e  grande parte de sua família não estava em contato com ele, ele também se separou de seu gerente Dominique Trenier e de seu empresário Alan Leeds.
A produção foi ampliamente adiada. D'Angelo tentou tocar todos os instrumentos do projeto se esforçando para ter total processo criativo semelhante ao de Prince. Russell Elevado descreveu o material como  "Parliament/Funkadelic encontrando Beatles encontrando Prince e toda a energia de Jimi Hendrix. No entanto aqueles que ouviram suas canções achavam que estavam inacabadas. Nos anos que seguiram os problemas pessoais de D'Angelo pioraram, e ele acabou se envolvendo com drogas.
Em janeiro de 2005 ele foi preso acusado de posse de maconha e cocaína. Várias notícias começaram a circular por causa de seu sobrepeso e seus problemas pessoais. Em setembro de 2005, uma semana depois de ter sido condenado pelas acusações de posse de  drogas, ele foi envolvido em um acidente de carro, e rumores apontavam que ele estaria gravemente ferido, no entanto, uma semana depois do acidente foi feita uma declaração do advogado de D'Angelo afirmando que ele estava bem e ainda disse: "Ele está ansioso para finalizar a gravação de sua obra prima do soul que o mundo pacientemente aguarda".
Após seu acidente D'Angelo deixou a Virgin Records e se internou em uma  clínica de reabilitação em Antígua, ainda em 2005 seu contrato de gravação foi adquirido pela J Records e segundo rumores ele iria assinar com a Bad Boy Records, apesar de nenhum álbum solo ele participou de alguns álbuns de outros artistas e rappers como: J Dilla, Snoop Dogg, Common e Q-Tip.

## Gravações e Produção
Nada foi revelado do álbum até 2007, quando Questlove vazou uma demo inacabada na rádio Triple J na Austrália intitulada "Really Love", o vazamento da faixa aparentemente criou um desentendimento entre ele e D'Angelo. Em 2009, o então novo gerente de D'Angelo, Lindsay Guion, revelou planos para um novo álbum, incluindo colaborações com artistas como Prince, Kanye West, Busta Rhymes, e John Mayer, e uma turnê de verão, dizendo que "ele é capaz de sorrir de novo e ele está pronto para se conectar [com os fãs], ele está voltando. e ele parece ótimo, por sinal." Tal como aconteceu no ano anterior, nenhuma turnê ou álbum foi lançada
No início de fevereiro de 2010, uma nova faixa chamada "1000 deaths" apareceu na Internet, mas foi rapidamente removido devido a uma reivindicação de direitos autorais por Michael Archer (D'Angelo), a canção parecia inacabado, e não estava claro se o material era recente, já que a mesma canção foi mencionado na mesma entrevista com Russell Elevado, em 2007. Na mesma época, um artigo começou a circular na internet, o que parecia ser uma avaliação aparente de "James River", com descrições detalhadas de músicas individuais, lista de faixas e segmentos de letras. Isto causou muita discussão a respeito da autenticidade do artigo, ou se era uma fraude elaborada .
Em janeiro de 2011, Russell Elevado atualizou o status do desenvolvimento álbum em seu site e afirmou que "Pino Palladino e James Gadson se juntaram a  D'Angelo [...] em Nova York para terminar criar faixas para o próximo álbum (sim, "O" próximo álbum!). "Estamos oficialmente fazendo nossa direção para finalizar esse álbum, eu não preciso de dizer a todos que este será um álbum incrível, fãs de  D'Angelo estão extremamente felizes em saber,  a espera acabará em breve e certamente será um futuro clássico. "Russell Elevado atualizou o status do álbum novo em seu próprio site. "Desde o meu último post eu continuei sessões com D'Angelo. Terminamos há 5 meses. D tem vindo a fazer vocais e guitarras e nós tivemos Pino Palladino ás voltas para mais algumas faixas de baixo, Além disso? Questlove entrou para tocar com D e Pino. Eles finalmente se reencontraram depois de 7 ou 8 anos, nós estamos levando alguns meses enquanto eu cuido de alguns outros projetos que ficaram em segundo plano.
Ainda em 2011 Questlove também deu informações sobre o sucessor de Voodoo, disse que o álbum estava  97% pronto e D'angelo está "terminando suas letras agora" e descreveu o álbum como uma versão negra de  Smile dos Beach Boys, na melhor das hipóteses Smile, There's a Riot Goin' On do Sly and the Family Stone e On the Corner de Miles Davis, ele é a única pessoa que eu conheço que tem uma abordagem Herbie Hancock, ou Malcolm Cecil e Robert Margouleff,           dois músicos/engenheiros que programados tem o gênio  do período de abordagem de Stevie Wonder. Essa é a última vez que eu ouvi alguém construir patches (sons de teclado).
Em 2012 em outra entrevista disse mais sobre o álbum: "Ele está prestes a dar uma guinada radical de 180º com esse álbum", sobre o novo álbum, segundo ele será revolucionário como o álbum Dirty Mind de Prince, e que trará um outro lado do cantor como guitarrista, fazendo valer a pena 12 anos de espera. Além de dar algumas dicas sobre algumas inspirações que D'Angelo usou para o álbum como: Bowie, Zeppelin, Beatles, Pet Sounds, Captain Beefheart e Zappa. Questlove entregou que ele está empolgado."Ele está entusiasmado e impressionado. Eu queria que ele visse como ele é amado de verdade, porque ele realmente não recebia isso. Ele não assistia televisão . Ele não está no computador pra tudo. Ele ainda está ouvindo vinil, cassetes e um Discman. " contou o baterista do The Roots que  ainda revelou o verdadeiro motivo de convidá-lo para o festival  "Foi para mostrar-lhe que seu público é real". Ainda em 2012  ele voltou a se apresentar ao vivo com sua turnê Occupy Music Tour e  paralelamente estava produzindo seu terceiro álbum de estúdio retornando as sessões de gravação no Electric Lady Studios.
Logo após o resultado do caso Michael Brown em novembro de 2014, D'Angelo ligou revoltado para seu empresário Kevin Liles, dizendo: 
“Você acredita nisso? Você acredita?”.
E em menos de um mês terminou o álbum no qual trabalhava desde o fim da turnê de Voodoo. O engenheiro de estúdio Russell Elevado, colaborador de longa data de D’Angelo, disse que o disco estava “quase” há dois anos e meio, mas ainda havia muito a ser feito.
Doze de cerca de vinte faixas já gravadas foram selecionadas para o repertório final, e as sessões duravam até três dias seguidos enquanto letras eram ajustadas e a fita rolava. Literalmente. Foi tudo feito analogicamente em um gravador de rolo de duas polegadas.
O coletivo de arte e agência criativa Afropunk foi escolhido para criar a capa do disco e todo material de divulgação. Jocelyn Cooper, co-fundadora e agente musical de D’Angelo (que o contratou quando ele ainda era um adolescente, em 1993), disse que sua equipe fez “o equivalente a seis meses de trabalho em duas semanas”.
A ideia do músico era convocar Emory Douglas, ex-ministro da cultura do Partido dos Panteras Negras e diretor de arte do jornal do grupo, para criar uma arte original. Mas outro co-fundador da Afropunk, Michael Morgan, disse que não havia tempo para ilustrações originais, então foi escolhido um quadro do filme em 16mm feito durante o show anual da Afropunk no meio do ano, em que D’Angelo foi uma das atrações principais.
A fonte utilizada não agradou o artista, que preferia algo que “refletisse mais anarquia, urgência, revolução”.
“Ele provavelmente ainda não está convencido. Não é o que ele queria, talvez, mas ele vai viver com isso. Nós simplesmente não tivemos tempo.”

## Lançamento e promoção
D'Angelo planejava inicialmente lançar Black Messiah em 2015, mas as decisões controversas nos casos Ferguson e Eric Garner, deixou ele revoltado e ele resolveu liberá-lo mais cedo.
Em 12 de dezembro de 2014, Kevin Liles, gerente de D'Angelo, compartilhou 15 segundos do teaser do álbum no YouTube.   
Dois dias depois, a faixa "Sugah Daddy", que tinha sido parte do set list de D'Angelo desde 2012 estreou e 1.000 de downloads estavam disponíveis no website Red Bull 20 Before 15. 
Durante um evento para audição exclusiva do álbum no Dream Hotel em Nova Iorque, foram distribuídos panfletos aos presentes incluindo uma mensagem de D'Angelo sobre o álbum, explicando seu título:
| “ | ‘Black Messiah’ é um inferno de nome para um álbum. Ele pode ser facilmente mal interpretado. Muitos vão pensar que é sobre religião. Alguns vão chegar à conclusão de que eu estou a me autointitular um Messias Negro. Para mim, o título é sobre todos nós. É sobre o mundo. Trata-se de uma ideia que todos nós podemos aspirar. Todos nós devemos aspirar a ser um Messias Negro”. “[O título] é sobre pessoas que se levantam em Ferguson e no Egito e no Occupy Wall Street e em cada lugar onde a comunidade teve o suficiente e decidiu fazer a mudança acontecer. Não se trata de elogiar um líder carismático, mas celebrando milhares deles. Nem todas as músicas deste álbum são politicamente carregadas (embora muitas sejam), mas chamar o álbum ‘Black Messiah’ cria uma paisagem onde essas músicas podem viver ao máximo. Messias Negro não é um homem. É um sentimento que, coletivamente, todos somos este líder”. | ” |

Black Messiah foi lançado digitalmente em 15 de dezembro através do iTunes, Google Play e Spotify. O lançamento inesperado do álbum foi comparado ao lançamento do álbum Beyoncé em 2013.
Em 13 de Janeiro de 2015 "Really Love" foi lançada nas rádios urban contemporânea (UAC) nos Estados Unidos.
Em sua primeira semana de lançamento, Black Messiah estreou no número cinco na Billboard 200 e vendeu 117 mil cópias nos Estados Unidos. Em sua segunda semana, o álbum caiu para número vinte e cinco sobre o gráfico e vendeu mais 40.254 cópias. no Reino Unido, ele estreou no número 47 na UK Albums Chart, com vendas na primeira semana de 7.423 cópias.
Em 1° de Fevereiro de 2015, D'Angelo e sua banda The Vanguard fizeram uma única apresentação no programa de tv Saturday Night Live para divulgação de Black Messiah, ele apresentou as canções "The Charade" e "Really Love", durante a performance de "The Charade" os integrantes de sua banda usavam camisetas com dizeres: "Black Lives Matter" (Vidas Negras Importam),  e "I Can't Breathe" (Eu não posso respirar), última frase dita por Eric Garner antes de sua morte e exibiram o símbolo dos Panteras Negras, (o braço erguido e o punho fechado) em razão aos protestos dos casos em Ferguson e de Eric Garner.
D'Angelo suportou Black Messiah com uma turnê chamada The Second Coming Tour com sua banda The Vanguard, incluindo o baterista John Blackwell, o baixista Pino Palladino, os guitarristas Jesse Johnson e Isaiah Sharkey, a vocalista Kendra Foster e o tecladista Cleo "Pookie" Sample. A turnê começou nos Estados Unidos em 7 de fevereiro em Nova York e terminou em 6 de novembro de 2015 em Austin, a turnê também passou pela Europa, América do Norte e Japão.
Nos Estados Unidos até janeiro de 2015 Black Messiah vendeu mais de 165 mil cópias, mundialmente o álbum já vendeu até agora mais de 1 milhão de cópias.

## Recepção da Crítica
| Críticas profissionais | Críticas profissionais |
| Pontuações agregadas   | Pontuações agregadas   |
| Fonte                  | Avaliação              |
| ---------------------- | ---------------------- |
| Metacritic             | (95/100)               |
| Avaliações da crítica  |                        |
| Fonte                  | Avaliação              |
| Allmusic               | [ 35 ]                 |
| The A.V. Club          | A                      |
| Cuepoint               | A                      |
| The Independent        | [ 38 ]                 |
| Los Angeles Times      | [ 39 ]                 |
| NME                    | 9/10                   |
| Pitchfork Media        | 9.4/10                 |
| Rolling Stone          | [ 2 ]                  |
| Slant Magazine         | [ 42 ]                 |
| Spin                   | 9/10                   |

Black Messiah foi aclamado pelos críticos de música. No Metacritic, que atribui uma classificação normalizada de 100 a opiniões de críticos convencionais, recebeu uma pontuação média de 95, baseado em 30 avaliações, indicando Aclamação Universal e fazendo de Black Messiah um dos álbuns mais aclamados pela crítica musical especializada de todos os tempos, no mesmo ano o  Metacritic também elegeu Black Messiah como Melhor Àlbum de 2014. Em uma revisão da revista Rolling Stone, Rob Sheffield elogiou o álbum como uma  "Experimental obra-prima do soul" enquanto Greg Kot, do Chicago Tribune disse que investiga o funk não refinado e temas pesados sem soar demasiado. Da revista NME Angus Batey avaliou como um dos melhores álbuns do ano e ricamente detalhado, que "reembolsa uma década, uma metade fé e paciência". Black Messiah também recebeu comparações com Sly and the Family Stone e seu  álbum de funk de 1971   
There's a Riot Goin' On.
Jon Pareles escreveu em seu comentário para The New York Times que recorda o álbum por causa dos vocais múltiplos fortemente de rastos, o fluxo imprevisível da música, e suas raízes no funk, rock, jazz e tradições do evangelho, mesmo que ele destaca a própria musicalidade de D'Angelo "com todas as suas gloriosas excentricidades".
A Slant Magazine, Sam C. Mac disse que ele combina funk, R&B e rock com vocais emocionalmente variados, letras socialmente relevantes sobre um álbum que é "realmente mais cru ".
Em um comentário para o jornal The Guardian o jornalista Paul Lester considerou Black Messiah ser  um trabalho socialmente consciente, como "uma reafirmação de fé nos princípios e sons da era pré-digital da música negra", enquanto Priya Elan de Mojo elogiou-o como "um radiante, declaração sincera de renascimento espiritual e acerto de contas político" enquanto D'Angelo encontra  adequadamente político em meio à agitação de Ferguson em 2014.
Will Hodgkinson , o chefe crítico do The Times , afirmou que ele "reviveu espírito testemunhando a alma da música" com um álbum que aborda a experiência Africana-Americana num momento em que não houve nenhuma "resposta musical para o assassinato de homens negros desarmados por policiais americanos este ano".
Andy Gill do The Independent argumentou que Black Messiah compartilha a "confusão enervante" de There's a Riot Goin' On como  contextualiza questões de liberdade individual e política melhor do que as respostas deles.
No final do ano, Black Messiah foi eleito o melhor álbum de 2014, no Pazz & Jop, uma pesquisa de criticos anual dirigido por The Village Voice.
Em 2020 a revista Rolling Stone o incluiu em sua famosa lista "500 Maiores Álbuns de Todos os Tempos" na posição 395.

## Faixas
| N.º            | Título                         | Letras                         | Música                                 | Duração |  |
| 1.             | "Ain't That Easy"              | D'Angelo, Q-Tip, Kendra Foster | D'Angelo                               | 4:49    |  |
| 2.             | "1000 Deaths"                  | D'Angelo, Foster               | D'Angelo                               | 5:49    |  |
| 3.             | "The Charade"                  | D'Angelo, Foster               | D'Angelo, Questlove                    | 3:20    |  |
| 4.             | "Sugah Daddy"                  | D'Angelo, Q-Tip, Foster        | D'Angelo, Pino Palladino, James Gadson | 5:02    |  |
| 5.             | "Really Love"                  | D'Angelo, Foster               | D'Angelo                               | 5:44    |  |
| 6.             | "Back to the Future (Part I)"  | D'Angelo                       | D'Angelo                               | 5:22    |  |
| 7.             | "Till It's Done (Tutu)"        | D'Angelo, Foster               | D'Angelo                               | 3:51    |  |
| 8.             | "Prayer"                       | D'Angelo                       | D'Angelo                               | 4:33    |  |
| 9.             | "Betray My Heart"              | D'Angelo                       | D'Angelo                               | 5:55    |  |
| 10.            | "The Door"                     | D'Angelo, Foster               | D'Angelo                               | 3:08    |  |
| 11.            | "Back to the Future (Part II)" | D'Angelo                       | D'Angelo                               | 2:24    |  |
| 12.            | "Another Life"                 | D'Angelo, Foster               | D'Angelo, Questlove                    | 5:58    |  |
| Duração total: | Duração total:                 | Duração total:                 | Duração total:                         | 55:54   |  |

Créditos de demonstração
- "100 Deaths" - Contém uma parte do áudio do filme documentário "The Murder of Fred Hampton"
- "Really Love" - Contém demonstrações da canção "We The People Who Are Darker Than Blue" de Curtis Mayfield[53]

## Créditos
Lista-se abaixo todos os profissionais envolvidos na elaboração de Black Messiah
- D'Angelo - vocais, guitarra, piano, órgão, teclados, sintetizadores, baixo, cítara elétrica, programação de bateria, percussão
- Spanky Alford - guitarra
- Jesse Johnson - guitarra
- Mark Hammond - guitarra
- Isaiah Sharkey - guitarra
- Pino Palladino - baixo, cítara elétrica
- Ahmir "Questlove" Thompson - bateria, programação de bateria, percussão
- James Gadson - bateria
- Chris Dave - bateria, programação de bateria
- Kendra Foster - vocal de apoio
- Jermane Holmes - vocal de apoio
- Ahrell Lumzy - vocal de apoio
- Gina Figueroa - palavra falada
- Brent Fischer - condutor
- Russell Elevado - mixagem, engenharia de som
- Ben Kane - mixagem, engenharia de som
- Tony Rambo - engenharia de som
- Dave Collins - masterização
- Alex De Turk - masterização (vinil)
- Afropunk - capa, direção de arte
- Exposure America - capa, direção de arte
- Erwin Gorostiza - diretor criativo da RCA Records
- Barron Claiborne - fotografia
- Carine Bijlsma - fotografia (ao vivo)

## Desempenho nas tabelas musicais
| \| Tabela Musical (2014/2015) \| Melhor posição \| \| ----------------------------------------------------- \| -------------- \| \| Austrália - Australian Albums Chart[55] \| 50 \| \| Canadá - Canadian Albums Chart[56] \| 17 \| \| Dinamarca - Danish Albums Chart[57] \| 36 \| \| Estados Unidos - Billboard 200[58] \| 5 \| \| Estados Unidos - Billboard Top Digital Albums[59] \| 2 \| \| Estados Unidos - Billboard Top R&B Albums[60] \| 1 \| \| Estados Unidos - Billboard Top R&B/Hip-Hop Albums[61] \| 3 \| \| Estados Unidos - Billboard Top Tastemaker Albums[62] \| 1 \| \| Nova Zelândia - New Zealand Albums Chart[63] \| 30 \| \| Países Baixos - Dutch Albums Chart[64] \| 14 \| \| Reino Unido - UK Albums Chart[65] \| 47 \| \| Reino Unido - UK R&B Albums Chart[66] \| 4 \| \| Suécia - Swedish Albums Chart[67] \| 35 \| 1. 2. 3. 4. 5. 6. 7. 8. 9. 10. 11. 12. 13. 14. 15. 16. 17. 18. 19. 20. 21. 22. 23. 24. 25. 26. 27. 28. 29. 30. 31. 32. 33. 34. 35. 36. 37. 38. 39. 40. 41. 42. 43. 44. 45. 46. 47. 48. 49. 50. 51. 52. 53. 54. 55. 56. 57. 58. 59. 60. 61. 62. 63. 64. 65. 66. 67. |                |
| Tabela Musical (2014/2015) | Melhor posição |
| Austrália - Australian Albums Chart | 50             |
| Canadá - Canadian Albums Chart | 17             |
| Dinamarca - Danish Albums Chart | 36             |
| Estados Unidos - Billboard 200 | 5              |
| Estados Unidos - Billboard Top Digital Albums | 2              |
| Estados Unidos - Billboard Top R&B Albums | 1              |
| Estados Unidos - Billboard Top R&B/Hip-Hop Albums | 3              |
| Estados Unidos - Billboard Top Tastemaker Albums | 1              |
| Nova Zelândia - New Zealand Albums Chart | 30             |
| Países Baixos - Dutch Albums Chart | 14             |
| Reino Unido - UK Albums Chart | 47             |
| Reino Unido - UK R&B Albums Chart | 4              |
| Suécia - Swedish Albums Chart | 35             |